# Stanotte e per sempre
Stanotte e per sempre è un racconto di genere grottesco scritto da Daniele Luttazzi.

## L'opera
Il racconto è stato presentato in anteprima al Teatro Modena di Genova il 24 novembre 2003, all'interno dello spettacolo Dialoghi platonici e altre storie scritto da Luttazzi, diretto da Giorgio Gallione e messo in scena dal Gruppo dell'Archivolto. La rappresentazione scenica era costituita dall'attore Aldo Ottobrino, seduto in proscenio, che leggeva il racconto.
Il genere del racconto è quello della satira grottesca, che, come ha spiegato Luttazzi, "lavora per accumulazione, a differenza dell'ironia che lavora per sottrazione" con l'obiettivo di far percepire allo spettatore il dolore e l'orrore di una vicenda. La trama del racconto è un sogno in cui Andreotti sogna di penetrare sessualmente i fori di proiettile che uccisero Moro.
Il racconto attiva in un colpo solo tutti i poli satirici, che in un'intervista Luttazzi riassume in "politica, sesso, religione e morte", mettendoli in cortocircuito. Il contrasto tra forma e contenuto, tipico del grottesco, viene ottenuto narrando la vicenda turpe con i toni del romanzetto rosa.
Il titolo Stanotte e per sempre riprende un verso della commedia verista Pagliacci (1892), di Ruggero Leoncavallo, in cui la bella Colombina dice: A stanotte e per sempre tua sarò.
Tra i vari rimandi letterari, v'è l'omaggio a Paul Krassner, autore satirico statunitense, che nel 1967 scrisse un articolo controverso in cui il presidente Johnson penetrava il foro di proiettile nella gola di Kennedy.

## Curiosità
La società di produzione e distribuzione teatrale di Luttazzi si chiama Krassner entertainment.

## Le polemiche

### Nella rivista "Pulp"
In un'intervista a Radio Città Futura del 2 novembre 2003, Luttazzi ha raccontato:
«È un racconto che io scrissi per il primo numero della rivista “Pulp”, una
rivista che si occupa di letteratura pulp appunto. E dissero: ok, Daniele, vogliamo
fare questo numero, vogliamo che tu ci faccia un pezzo. Io lo scrivo e un altro po'
il numero non esce, perché la redazione si spacca. Perché il direttore non voleva
pubblicarlo e la redazione diceva: "Certo, noi pubblichiamo Ellroy perché è
americano, e quando abbiamo un italiano che fa dei pezzi un po' hard non lo
pubblichiamo?" Quindi stava per non uscire il numero.»

### Sullo spettacolo a Genova
Poco dopo lo spettacolo un lancio dell'agenzia ANSA riportò una notizia falsa che stravolse sia il contenuto del racconto che la sua rappresentazione nello spettacolo: affermò che c'era una scena di sodomia, e che questa fosse stata visivamente rappresentata.
Il giornalista che scrisse per primo la notizia d'agenzia, raccontando il falso, confessò il giorno dopo in tv di non aver visto lo spettacolo.
La vedova Moro, basandosi sui resoconti non veri dei giornali, minacciò di querelare Luttazzi.
La Procura di Genova aprì un'inchiesta per oscenità e così l'Ordine dei Giornalisti. Le accuse caddero dopo la visione della registrazione video dello spettacolo.